# Fritz Seel
Fritz Seel (ur. 21 września 1915 w Augsburgu, zm. 11 października 1987 w Monachium) – chemik i długoletni profesor chemii nieorganicznej w Saarbrücken.

## Życiorys
Studiował chemię na Uniwersytecie Technicznym w Monachium. Po uzyskaniu doktoratu i habilitacji u Waltera Hiebera (1895–1976) został w roku 1944 powołany na stanowisko docenta, a w roku 1951 na stanowisko pozaplanowego profesora tego Uniwersytetu. W roku 1952 Uniwersytet w Würzburgu powołał go na stanowisko profesora nadzwyczajnego. W roku 1957 został powołany na Uniwersytet Techniczny w Stuttgarcie, a następnie w roku 1960 został profesorem zwyczajnym na Uniwersytecie Kraju Saary w Saarbrücken, gdzie był dyrektorem instytutu.
W roku 1982 został wybrany na członka korespondenta Akademii Nauk w Getyndze.
Badał związki chemiczne azotu, fluoru i siarki. Wykazał, że centrami barwnymi w ultramarynach oraz w roztworach siarczków w rozpuszczalnikach elektronodonorowych są anionorodniki polisiarczkowe. Zajmował się również związkami nitrozylowymi i sformułował regułę przesunięcia nitrozylu (niem. Nitrosylverschiebungssatz, ang. nitrosyl shift rule). Reguła ta daje izoelektronowe szeregi karbonylnitrozylków metali, spośród których Seel mógł przewidywać nowe związki chemiczne.

## Publikacje (wybór)
- Fritz Seel, Podstawy chemii analitycznej, ze szczególnym uwzględnieniem chemii roztworów wodnych, Warszawa: Wydawnictwo Naukowe PWN, 1960, OCLC 749357269. Brak numerów stron w książce
- F. Seel i inni, Colored sulfur species in EPD-solvents, „Pure and Applied Chemistry”, 49 (1), 1977, s. 45–54, DOI: 10.1351/pac197749010045.

## Odznaczenia
W roku 1963 Fritz Seel został przez Stowarzyszenie Chemików Niemieckich (GDCh) odznaczony Medalem Pamiątkowym Alfreda Stocka (1876–1946) za badania podstawowe w różnych obszarach chemii nieorganicznej.